# Cha Katti
Der Cha Katti, auch Vechvoral genannt, ist ein indisches Hiebschwert bzw. -beil oder -messer, das als Waffe und Werkzeug benutzt wird.

## Beschreibung
Der Chopper hat eine gerade, an der Schneide meist eine bogenförmige Klinge, die schwer gearbeitet ist. Die Klingen besitzen meist keinen Mittelgrat und kein Parier. Die Klinge ist je nach Größe und Form etwa 50 cm lang. Die Gesamtlänge beträgt etwa 80 cm. Er hat ein Gewicht von etwa 2,5 Kilogramm. Das lange Griffstück besteht meist aus Holz. Der Klingenrücken oder die Klingenbasis ist oft mit tierischen oder figürlichen Darstellungen verziert.